# فصة زرية

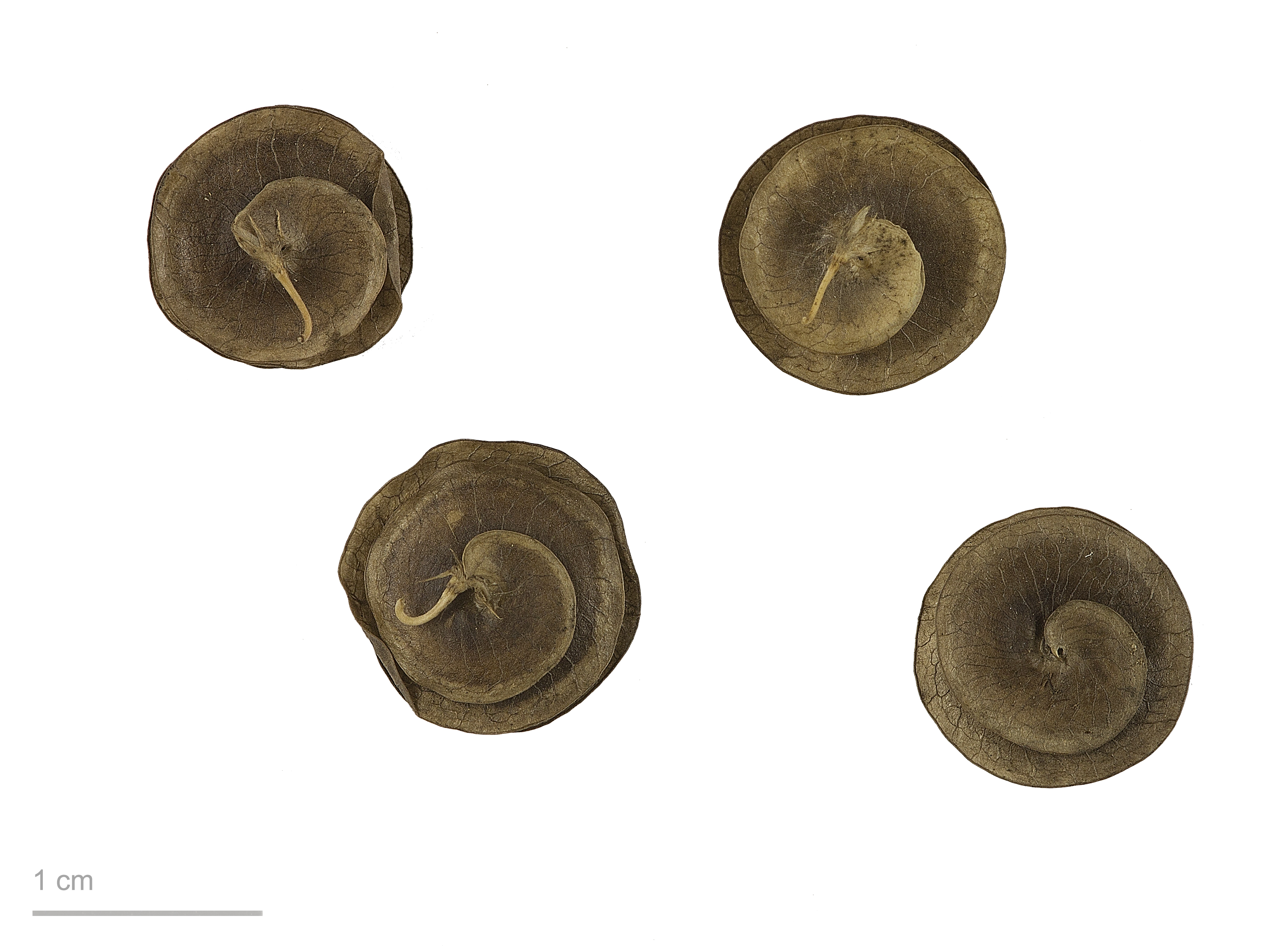
فصة زرية

الفصة الزرية، وأحياناً تسمى خطأ بالنفل الزري، نوع نباتي يتبع لجنس الفصة من الفصيلة البقولية. اسمه العلمي (باللاتينية: Medicago orbicularis). كما ويطلق عليه في فلسطين العديد من الأسماء المحلية منها: قرص ستي و قرطة و خبزة الراعي و طبق الراعي و المطبق.

## الموئل والانتشار
موطنها بلاد الشام ومصر والمغرب العربي وفي كل مناطق حوض البحر الأبيض المتوسط والقوقاز والبلقان. تنتشر أيضًا في المجر كنبات دخيل.

## الجزء الذي يؤكل
الجزء الذي يؤكل من نبتة طبق الراعي هي قرن النبتة.

## فترة القطاف
تبدا فترة قطاف نبتة طبق الراعي من شهر اذار إلى شهر ايار.

## الوصف النباتي
نبات عشبي حولي. كبقية أنواع الفصة، تتكون ورقة الفصة الزرية من ثلاث وريقات. حافة الوريقة مسننة من القمة وحتى منتصف الوريقة. تشبه ثمرتها الزر، ومن هنا اكتسبت اسمها.

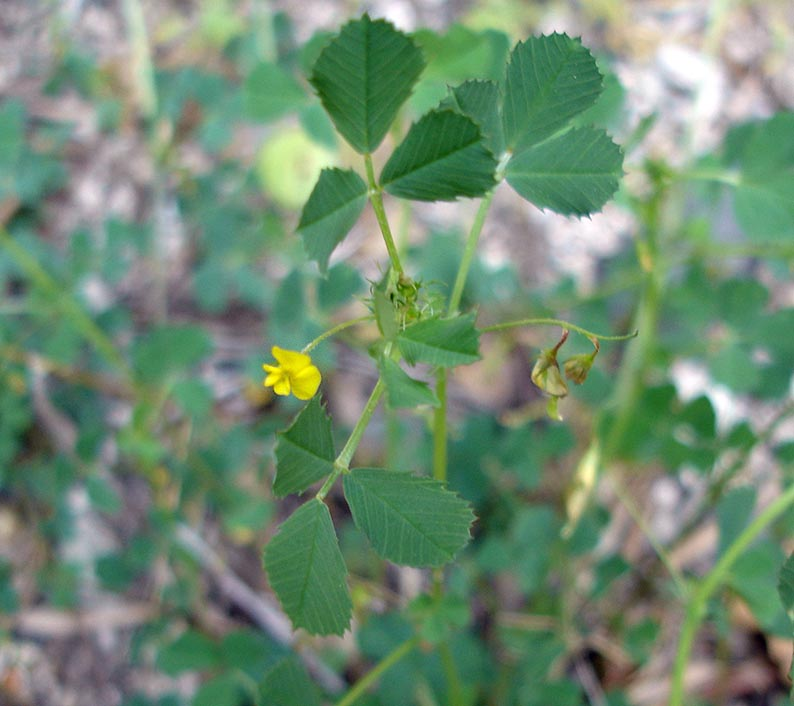
أوراق وزهرة الفصة الزرية

## مرادفات للاسم العلمي
- (باللاتينية: Medicago polymorpha var. orbicularis L.)
- (باللاتينية: Medicago applanata Hornem.)
- (باللاتينية: Medicago biancae (Urb.) P. Silva)
- (باللاتينية: Medicago cuneata J. Woods)
- (باللاتينية: Medicago marginata Willd.)
- (باللاتينية: Medicago polymorpha var. orbicularis L.)